# Sottrum (Holle)
Sottrum ist eine Ortschaft der Gemeinde Holle im Landkreis Hildesheim, Niedersachsen.

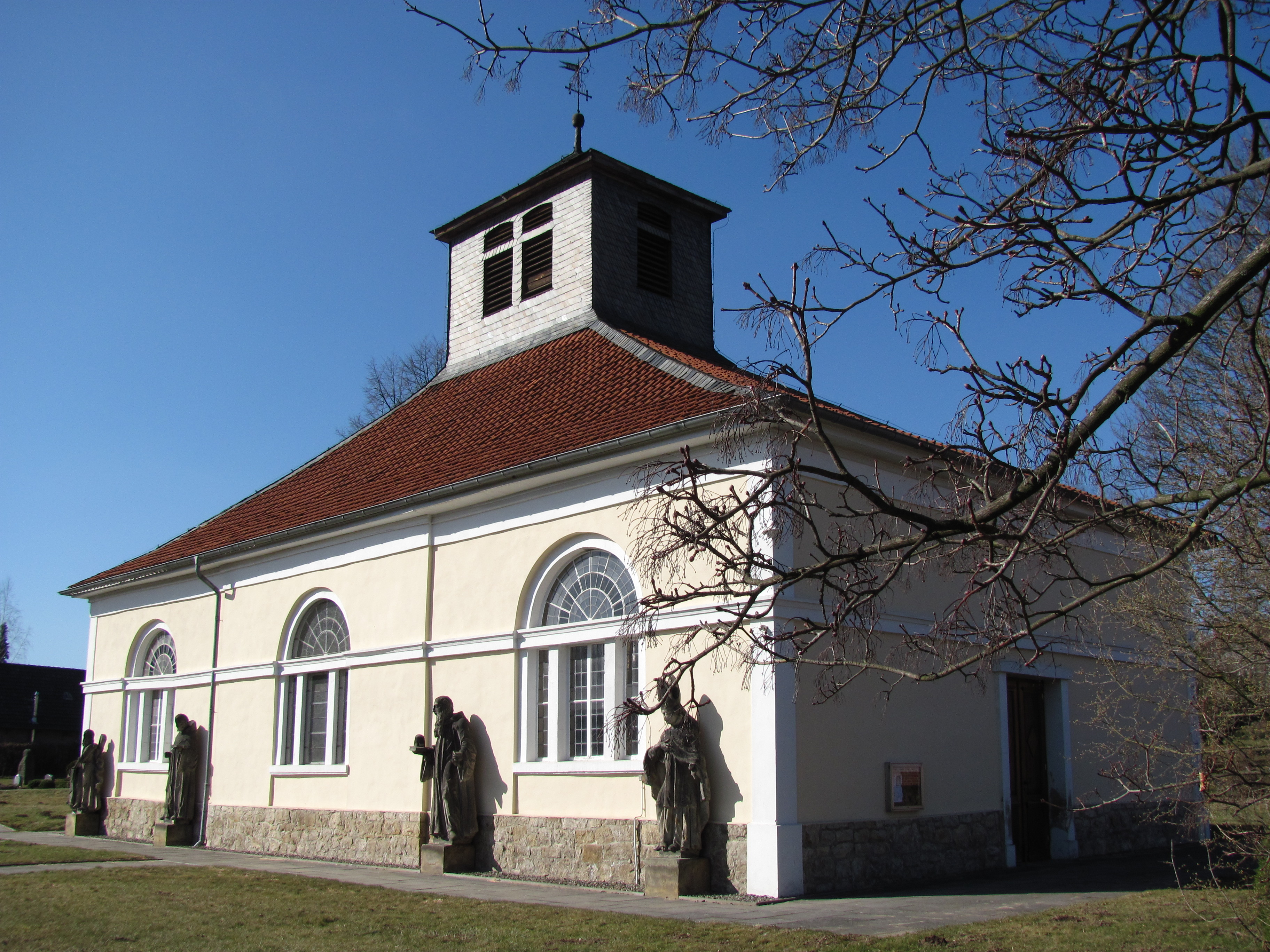
Die St.-Andreas-Kirche wurde 1817 nach einem Entwurf von Georg Ludwig Friedrich Laves gebaut

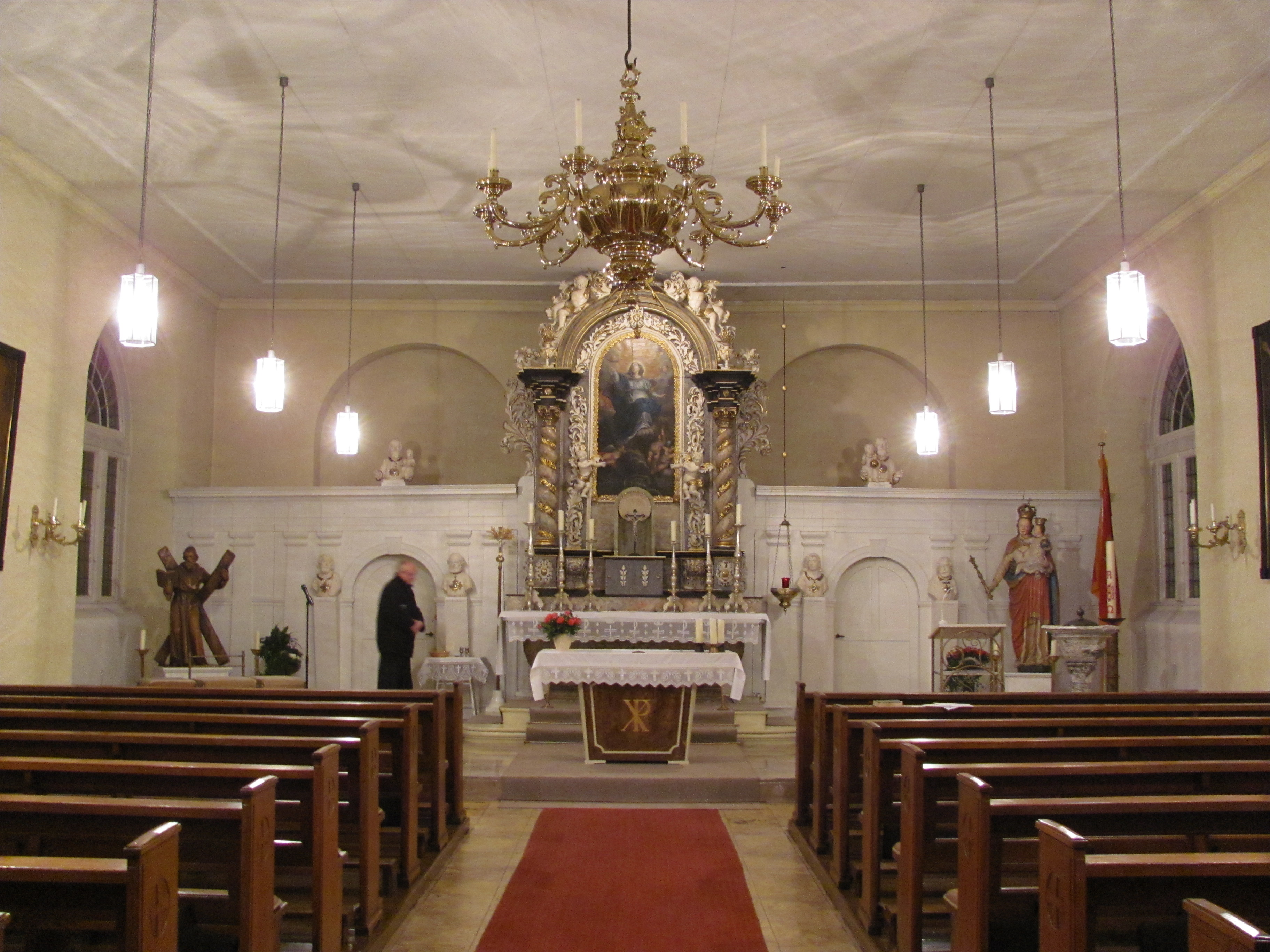
St.-Andreas-Kirche

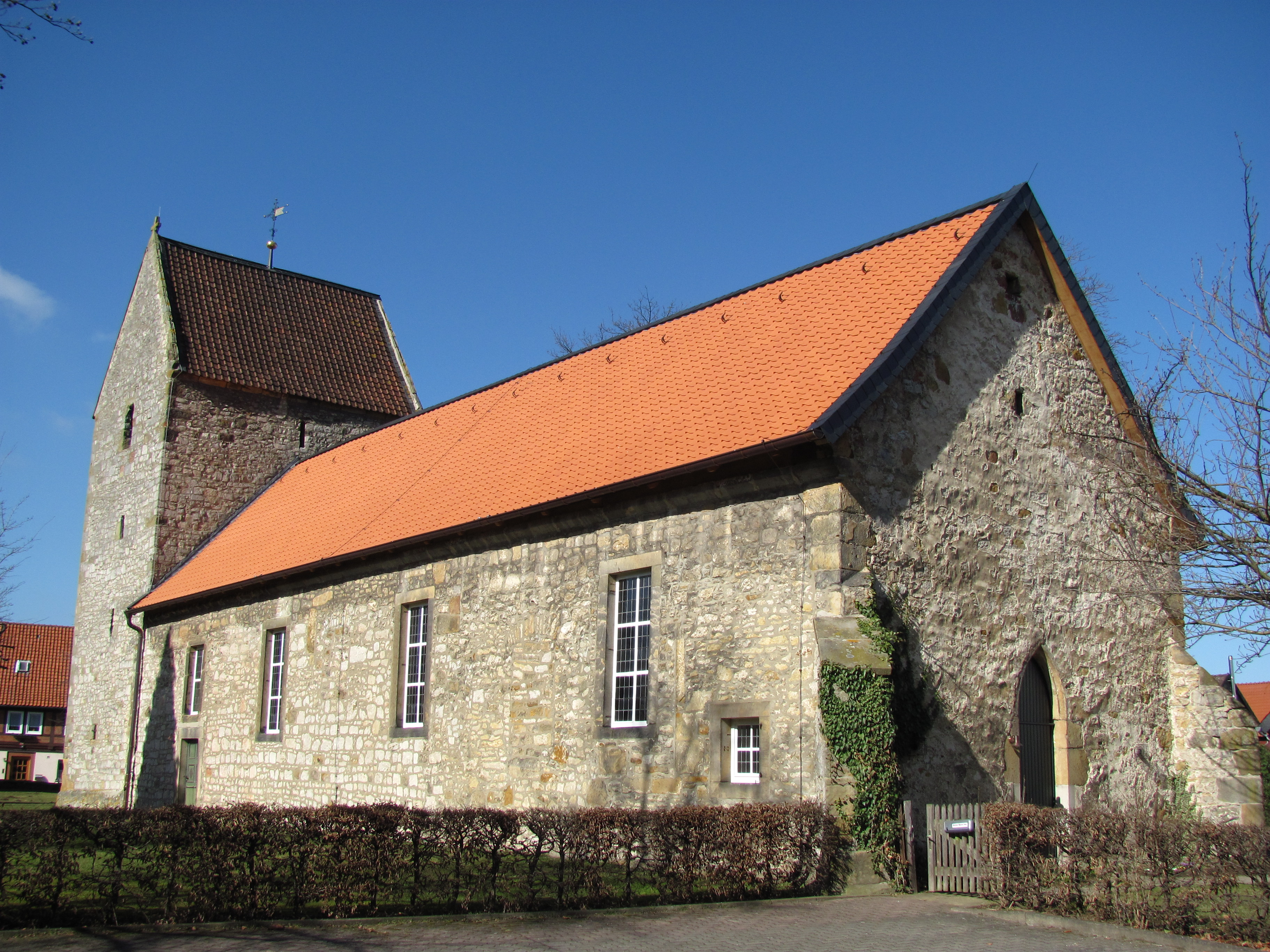
Martin-Luther-Kirche

## Geographie
Sottrum liegt zwischen der Hildesheimer Börde und der Burg Wohldenberg im Harzvorland. Die Nachbardörfer sind Hackenstedt, Henneckenrode, Sillium, Holle und Derneburg. Sottrum ist nach Holle die zweitgrößte Ortschaft in der Gemeinde Holle.

## Geschichte
Die Geschichte Sottrums wurde, wie so viele Holler Ortschaften, über die Jahrhunderte von dem Derneburger Kloster bestimmt, das von 1249 bis 1286 umfangreiche Besitzungen in der Ortschaft erlangte, den Zehnten erwarb und in der Folgezeit diese Güter des Öfteren verpfändete und verkaufte.
1223 übergab Bischof Konrad II. die Sottrumer Haupt- und Taufkirche St. Martin dem Propst des damaligen Augustinerklosters. Eine Urkunde über die Inkorporation der Sottrumer Kirche in das Kloster Derneburg ist nicht vorhanden. Dies war auch die Ursache für die im Jahre 1436 angeordnete Untersuchung auf dem Konzil von Basel, welches die Rechtmäßigkeit dieser Übertragung an das Kloster prüfen sollte. Der urkundliche Nachweis der Inkorporation konnte nicht erbracht werden, da laut Angaben des Klosters die Urkunden verbrannt waren. Die Untersuchung muss jedoch letztlich zugunsten des Klosters ausgefallen sein, da sich im 16. Jahrhundert das gesamte Vermögen der Sottrumer Kirche im Besitz des Klosters befand.
Im Jahr 1443 übergab Abt Heinrich Barnten aus dem Kloster Marienrode das Augustinerkloster in Derneburg dem Orden der Zisterzienser, weil die klösterlichen Sitten von den dort lebenden Nonnen immer weniger eingehalten wurden. Mit dieser Übergabe gelangte auch das Patronatsrecht über die Kirche St. Andreas an den Orden des Hl. Bernhard von Clairvaux. Die Sottrumer Kirchengemeinde war im Verband der Klosterpfarrei St. Andreas Derneburg eingebunden, und die Kirche St. Martin bildete bis 1651 die ständige Pfarreinrichtung für die Sottrumer Katholiken.
Sottrum war in politischer Hinsicht dem Amt Wohldenberg angehörig, das im Hochstift Hildesheim nach der für den Bischof Johann IV. von Sachsen-Lauenburg verlorengegangenen Hildesheimer Stiftsfehde (1519 bis 1523) an das Fürstentum Braunschweig-Wolfenbüttel unter Herzog Heinrich II. (Braunschweig-Wolfenbüttel) gelangte. Unter seiner Regierung blieben zunächst die katholischen Religionsverhältnisse in den Pfarreien, so auch Sottrum, bestehen, wenn auch langfristig gesehen der Herzog die innerkirchlichen Strukturen zugunsten eines selbstständigen katholischen Landeskirchenregiments ändern wollte.
Im Jahr 1542 wurde in Sottrum eine evangelische Kirchenvisitation durchgeführt, nachdem Herzog Heinrich II. durch den Schmalkaldischen Bund aus dem Herzogtum Braunschweig-Lüneburg vertrieben worden war. Die Durchführung dieser Visitation entsprach nicht der Reformation, da man sich 1523 unter den Schutz von Erich I. von Calenberg gestellt hatte. Aufgrund der Kirchenvisitation wurde Sottrum nach Holle eingepfarrt. Die evangelische Gemeinde in Holle erhielt im Jahr 1544 mit Wilhelmus Bodicher ihren ersten Prädikanten.
Nach 1643 wurde das Kloster Derneburg an den Hildesheimer Fürstbischof Ferdinand von Bayern (1612–1650) zurückgegeben, der das Kloster dem Zisterzienserorden überließ. In Sottrum wurde durch die Missionierung der Zisterzienser der katholische Glaube in der Gemeinde wieder gefestigt, das Kloster wurde zum zentralen Punkt für die Rekatholisierung der umliegenden evangelischen Gemeinden.
Im Zweiten Weltkrieg wurde Sottrum am 20. Januar 1944 von Brandbomben getroffen. Drei Höfe erlitten starke Schäden.
Am 1. März 1974 wurde Sottrum in die Gemeinde Holle eingegliedert.

## Politik
Nach den Kommunalwahlen in Niedersachsen 2021 verteilen sich die sieben Sitze im Ortsrat wie folgt (in Klammern Veränderung zur Wahl 2016):
- Wählergemeinschaft Sottrum: 4 Sitze (+2)
- SPD: 2 Sitze (−1)
- CDU: 1 Sitz (−1)

Am 8. August 2023 wurde Ute Witteczek (SPD) als Nachfolgerin des zurückgetretenen Detlef Adelhelm (WGS) zur neuen Ortsbürgermeisterin gewählt.

### Wappen
| Wappen von Sottrum | Blasonierung: „Silbern konturiertes rotes Backsteinmauerwerk.“ |
| Wappen von Sottrum | Wappenbegründung: Südlich des Dorfes liegt die Sottrumer Ziegelei, die zu den bedeutendsten dieser Gegend gehört. Aus Steinen, die dort hergestellt, wurde u. a. der 135 m hohe Schornstein der Ilseder Hütte erbaut. Das Wappen nimmt Bezug auf die Ziegelei und zeigt ein Teilstück Backsteinmauerwerk. |

## Wirtschaft und Infrastruktur

### Unternehmen
Auf dem Gelände der ehemaligen Ziegelei befindet sich heute ein großes Gewerbegebiet der Gemeinde Holle. Lange Zeit dominierte die 1870 gegründete Ziegelei das wirtschaftliche Leben der Ortschaft. Die Ziegelei ging 1911 in die Hände von Heinrich Steding über, der im selben Jahr auch die benachbarte Ziegelei Schlewecke erwarb. Seit 1930 arbeiteten beide Betriebe als Jahresbetrieb und zunächst wurden hauptsächlich Mauerziegel, später dann Dachziegel hergestellt. Im März 1972 wurde die Produktion in der Sottrumer Ziegelei stillgelegt, dabei verloren 80 Arbeiter und Angestellte in Sottrum ihren Arbeitsplatz und die Gemeinde ihren größten Steuerzahler. Dieser Einbruch konnte in der Folgezeit durch die Ansiedlung neuer Betriebe ausgeglichen werden.

### Bauwerke

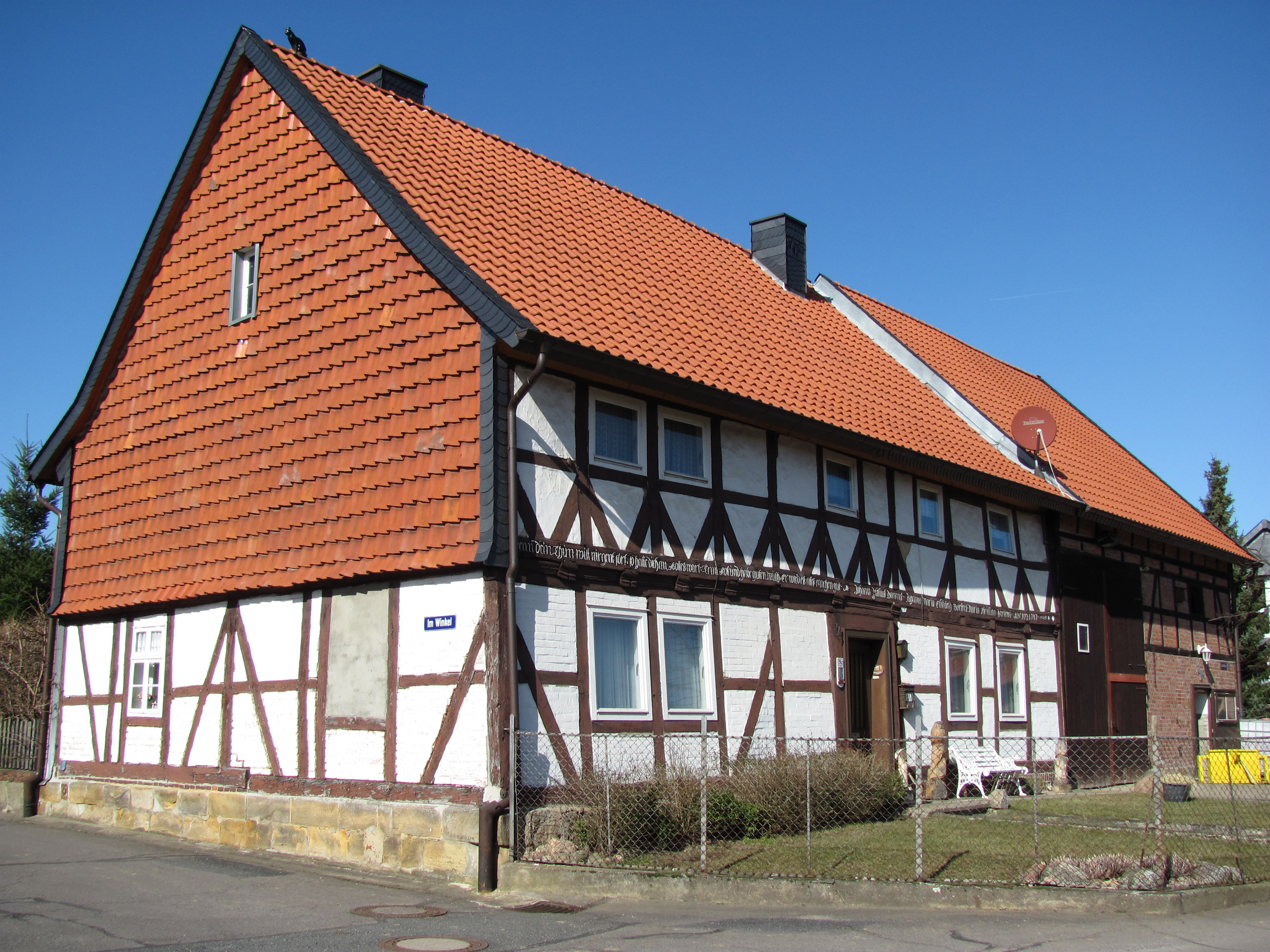
Fachwerkhaus von 1787

In Sottrum wohnen etwas mehr als 850 Einwohner. Das Dorf besitzt die Herrenmühle, die Zehntscheune und die Brüggemühle. Im Norden des Dorfes gibt es ein Neubaugebiet. In der Ortschaft findet man ebenfalls einen Bürgerpark, einen Friedhof, die katholische Kirche St. Andreas und eine evangelische Kirche (Martin-Luther-Kirche), einen Bolzplatz, drei Spielplätze und einen Kindergarten. Überregional bekannt ist Sottrum durch den Familienpark Sottrum.

### Verkehr
Die Nähe zu den Autobahnen 7 und 39 sowie zur Bundesstraße 6 und 444 sorgen für eine gute Verkehrsanbindung. Als öffentliche Verkehrsmittel stehen Busverbindungen zum Bahnhof Derneburg zur Verfügung. Es verkehrt stündlich ein Bus aus und in Richtung Hildesheim.

### Feuerwehr

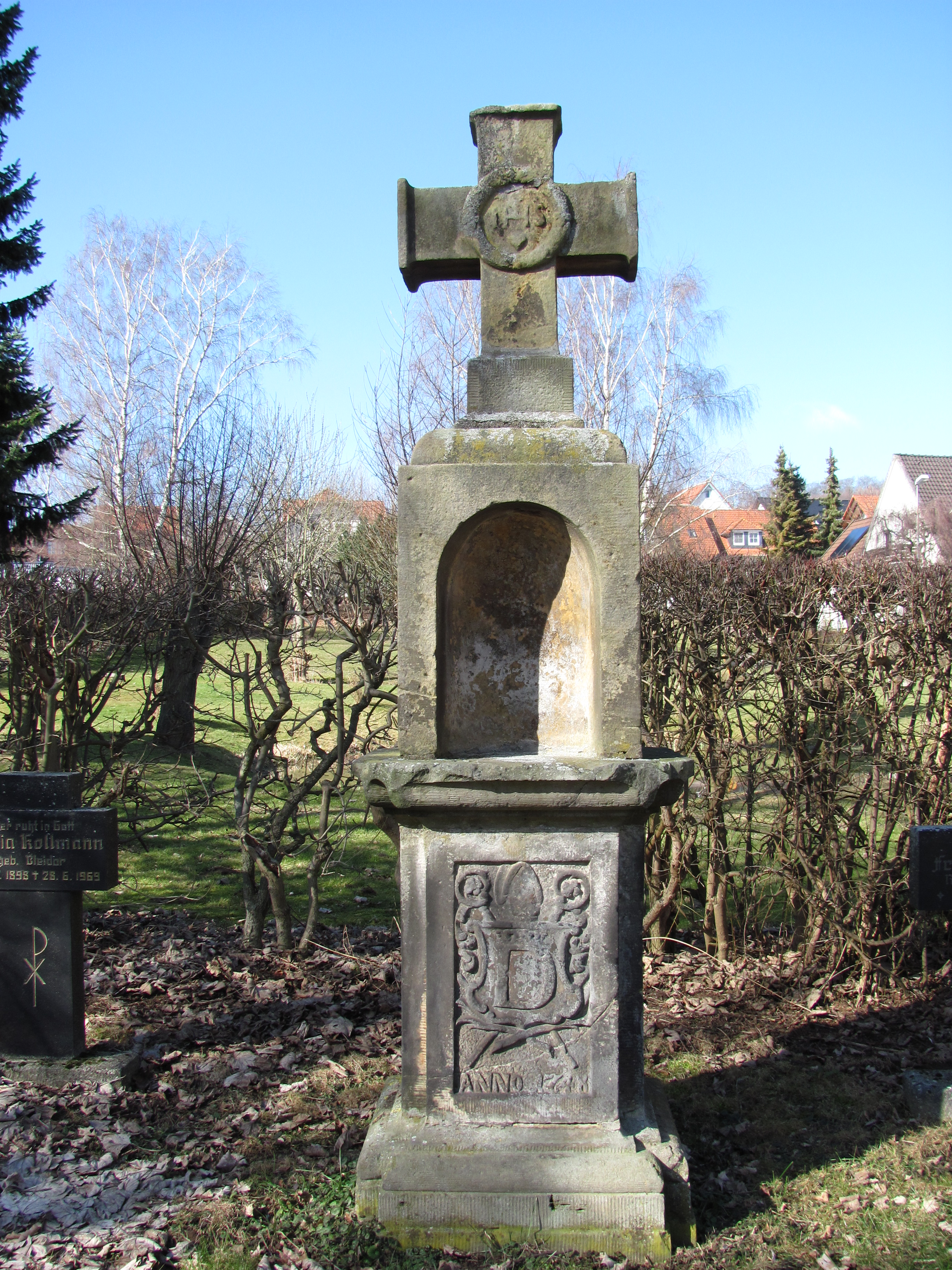
Flurkreuz von 1748

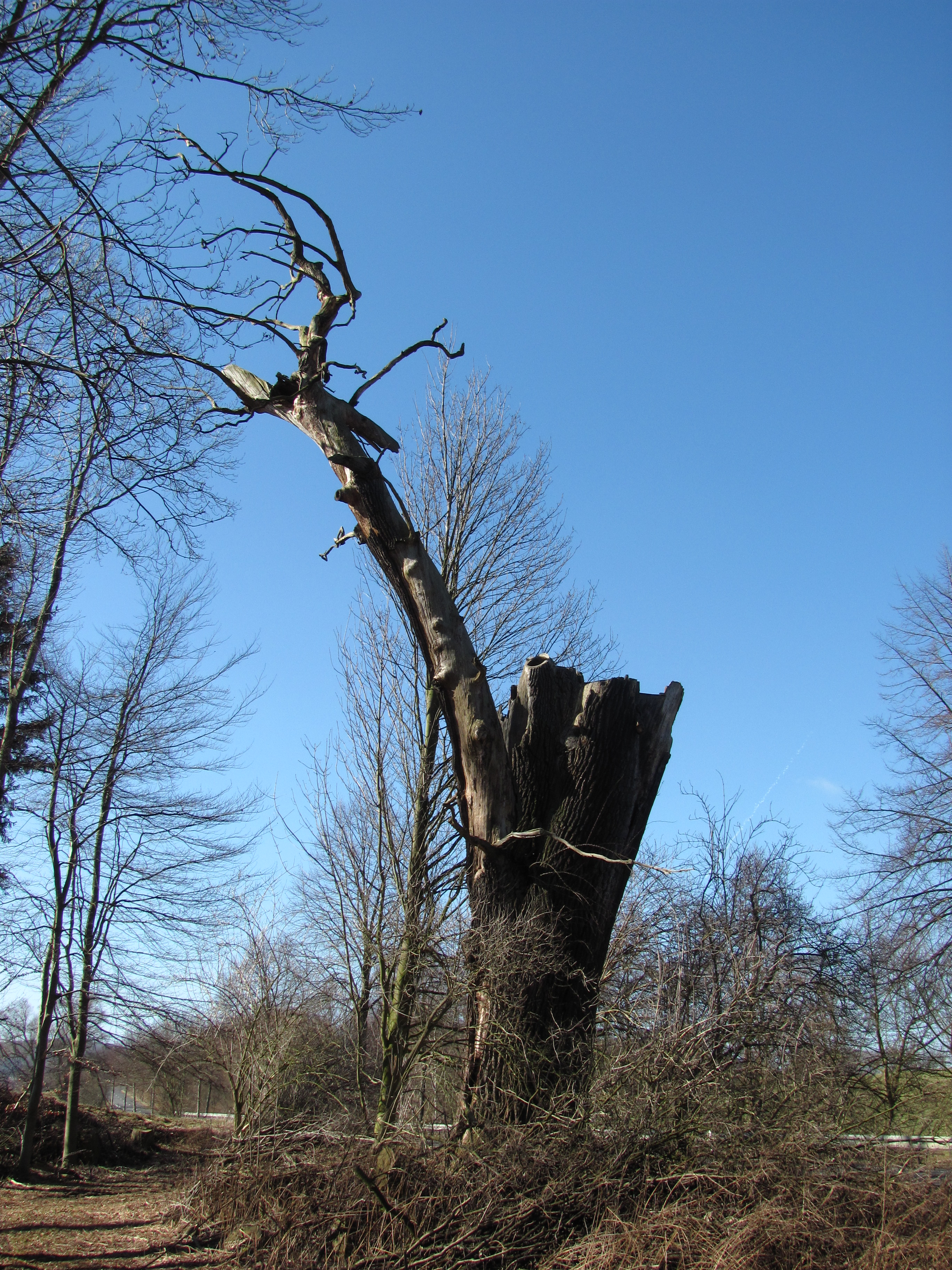
Kaisereiche

Die Freiwillige Feuerwehr Sottrum besitzt einen großen Stellenwert in Sottrum: Alle zwei Jahre veranstaltet diese einen Weihnachtsmarkt. Ortsbrandmeister ist seit November 2016 Michael Kook, Nachfolger von Dietmar Wiege.

## Kultur und Sehenswürdigkeiten
- Die nahe Sottrum gelegene Brüggemühle existiert schon seit 1471, als sie der Graf Heinrich von Rhoden dem Derneburger Kloster schenkte. Die 1837 neu erbaute Wassermühle brannte 1956 aus, 1966 erwarb der Wasserverband „Untere Nette“ das Staurecht der Brüggemühle, um die Regulierung der Nette vorzunehmen und dadurch Hochwasser zu vermeiden, die Wiesen für die Landwirtschaft zu entwässern und eine voll automatisierte Speicherung der Derneburger Fischteiche zu installieren.
- Der Familienpark Sottrum (ehemals Eulenspiegelpark, nach Till Eulenspiegel) macht das Dorf auch überregional bekannt. Den Park gibt es seit den 1970er Jahren. Polizeischwein Luise, die in Deutschland bekannt war, lebte dort ihre letzten Jahre und starb dort ebenfalls. Der Park bietet Themenbereiche zu Natur- und Menschheitsgeschichte, Naturwissenschaften sowie Spielattraktionen wie einen See mit Tretbooten, Erkundungspfade, Streichelzoo, Rutschen und dergleichen[6][7] „für Kinder von 0 bis 100 Jahren“.[8]
- An der Kreisstraße 309 nach Hackenstedt befinden sich die mächtigen Überreste der als Naturdenkmal ausgewiesenen, jedoch mittlerweile abgestorbenen Kaisereiche. Als sie im Juni 2012 wegen Fäulnis gefällt werden musste, zählte man 550 Jahresringe, demnach wurde sie 1462 gepflanzt.[9]
- Die evangelische Martin-Luther-Kirche, im Schiff modernisiert und nach der Zerstörung im Dreißigjährigen Krieg von 1745 bis 1773 im Stil des Rokoko völlig neu gestaltet, lohnt wegen ihrer Wandmalereien aus dem Spätmittelalter und ihres Altars von 1745 einen Besuch.[10] Der Turm wurde bereits im 11. Jahrhundert erbaut.
- Im alten Ortskern Sottrums sind zahlreiche gut erhaltene Fachwerkhäuser aus dem 18. und vom Beginn des 19. Jahrhunderts beachtenswert, vor allem im Bereich von Wasserstraße, Lindenweg und Martin-Luther-Kirche. Einige von ihnen sind mit in Holz geschnitzten Sprüchen verziert.
- Als die Preußen 1803 das Derneburger Schloss auflösten, sorgte der spätere Graf Ernst zu Münster dafür, dass Sottrum eine neue katholische Kirche im Ort erhielt. Die Klosterkirche hatte den relativ vielen katholischen Einwohnern Sottrums als Pfarrkirche gedient. Diese laut Wetterfahnen-Inschrift 1817 im klassizistischen Stil erbaute St. Andreas-Kirche ist eine Saalkirche mit ihrem fast quadratischen Grundriss ist ein Putzbau und wird fälschlicherweise oft dem hannoverschen Baumeister Georg Ludwig Friedrich Laves zugeschrieben, der jedoch erst viel später für die Grafen Münster in Derneburg tätig war. Vor der im Volksmund wegen ihrer ungewöhnlichen Form als „Kaffeemühle“ bezeichneten Kirche stehen vier überlebensgroße barocke Heiligenfiguren aus Sandstein, die aus der 1812 abgerissenen Derneburger Klosterkirche stammen. Die einschiffige Kirche wurde 1816 bis 1818 auf einem leicht ansteigenden Gelände auf einem Sockel aus Bruchsteinen erbaut. Sie hat ein Walmdach mit einem mit Schiefer gedeckten Dachreiter in der Mitte an Stelle eines Kirchturmes. Ihre Außenwände werden durch ein umlaufendes Gesims gegliedert und durch sechs rundbogige Fenster aufgelockert. In ihrem Innern fällt unter anderem der Barockaltar auf. Hinter der Kirche ist eine kleine Parkanlage mit mehreren Teichen besuchenswert.
- Hinter der St. Andreas-Kirche ist ein steinernes Flurkreuz sehenswert, das laut einer in den Sockel eingravierten Inschrift 1748 angefertigt wurde. Im oberen Teil des Kreuzes befindet sich eine Nische, in der möglicherweise früher eine Heiligenfigur aufgestellt war. Weitere Flurkreuze von 1748, wenn auch kleinere, sind an der Straße von Sottrum nach Holle zu sehen.[11]

## Persönlichkeiten
- Marianne Gorka (* 1971), evangelisch-lutherische Theologin und Regionalbischöfin im Sprengel Lüneburg wuchs in Sottrum auf und wurde in der Martin-Luther-Kirche getauft und konfirmiert